# 世界空手道選手権大会
世界空手道選手権大会(せかいからてどうせんしゅけんたいかい、World Karate Championships)とは、世界空手連盟（WKF）が主催し、偶数年に開催される空手道の世界一決定戦。

## 開催地一覧
| 回 | 年     | 開催都市                    |
| -- | ------ | --------------------------- |
| 1  | 1970年 | 日本武道館                  |
| 2  | 1972年 | フランス パリ               |
| 3  | 1975年 | アメリカ合衆国 ロングビーチ |
| 4  | 1977年 | 日本武道館                  |
| 5  | 1980年 | スペイン マドリード         |
| 6  | 1982年 | 台湾 台北市                 |
| 7  | 1984年 | オランダ マーストリヒト     |
| 8  | 1986年 | オーストラリア シドニー     |
| 9  | 1988年 | エジプト カイロ             |
| 10 | 1990年 | メキシコ メキシコシティ     |
| 11 | 1992年 | スペイン グラナダ           |
| 12 | 1994年 | マレーシア コタキナバル     |
| 13 | 1996年 | 南アフリカ共和国 サンシティ |
| 14 | 1998年 | ブラジル リオデジャネイロ   |
| 15 | 2000年 | モナコ                      |
| 16 | 2002年 | スペイン マドリード         |
| 17 | 2004年 | メキシコ モンテレイ         |
| 18 | 2006年 | フィンランド タンペレ       |
| 19 | 2008年 | 日本武道館                  |
| 20 | 2010年 | セルビア ベオグラード       |
| 21 | 2012年 | フランス パリ               |
| 22 | 2014年 | ドイツ ブレーメン           |
| 23 | 2016年 | オーストリア リンツ         |
| 24 | 2018年 | スペイン マドリード         |
| 25 | 2021年 | アラブ首長国連邦 ドバイ     |
| 26 | 2023年 | ハンガリー ブダペスト       |